# Проспект Абая (Усть-Каменогорск)
Проспект Аба́я (каз. Абай даңғылы) — одна из главных улиц города Усть-Каменогорск. Располагается на правом берегу. Берёт своё начало возле Дворца Спорта и Ульбинского моста, проходит возле ТД «Daniel», ТЦ «Тамирлан», рынка «Заречный» и заканчивается недалеко от микрорайона «Согра». Рядом с проспектом проходят улицы Астана, проспект Нурсултана Назарбаева, Михаэлиса, проспект Шакарима, Красина, Краснофлотская, Киевская, пер. Советский, Лермонтова, Крупской, Шолохова, Тракторная, Малая Объездная, Объездное шоссе, Колхозная, Волгоградская, Грибоедова, Бурденко, Путевая, Интернациональная, Кустовая и несколько мелких переулков.

## Полосы движения
В промежутке от Ульбинского моста до улицы Тракторной является широким, шестиполосным проспектом. От улицы Тракторная до улицы Согринской четыре полосы движения[уточнить].

## Название
Проспект Абая был назван в честь Абая Кунанбаева, который был казахским поэтом и мыслителем. До сих пор его произведения читают в Казахстане, а его именем называют улицы и проспекты[уточнить].